# Typhlops microcephalus
Ramphotyphlops braminus là một loài rắn trong họ Typhlopidae. Loài này được Werner mô tả khoa học đầu tiên năm 1909.

## Hình ảnh

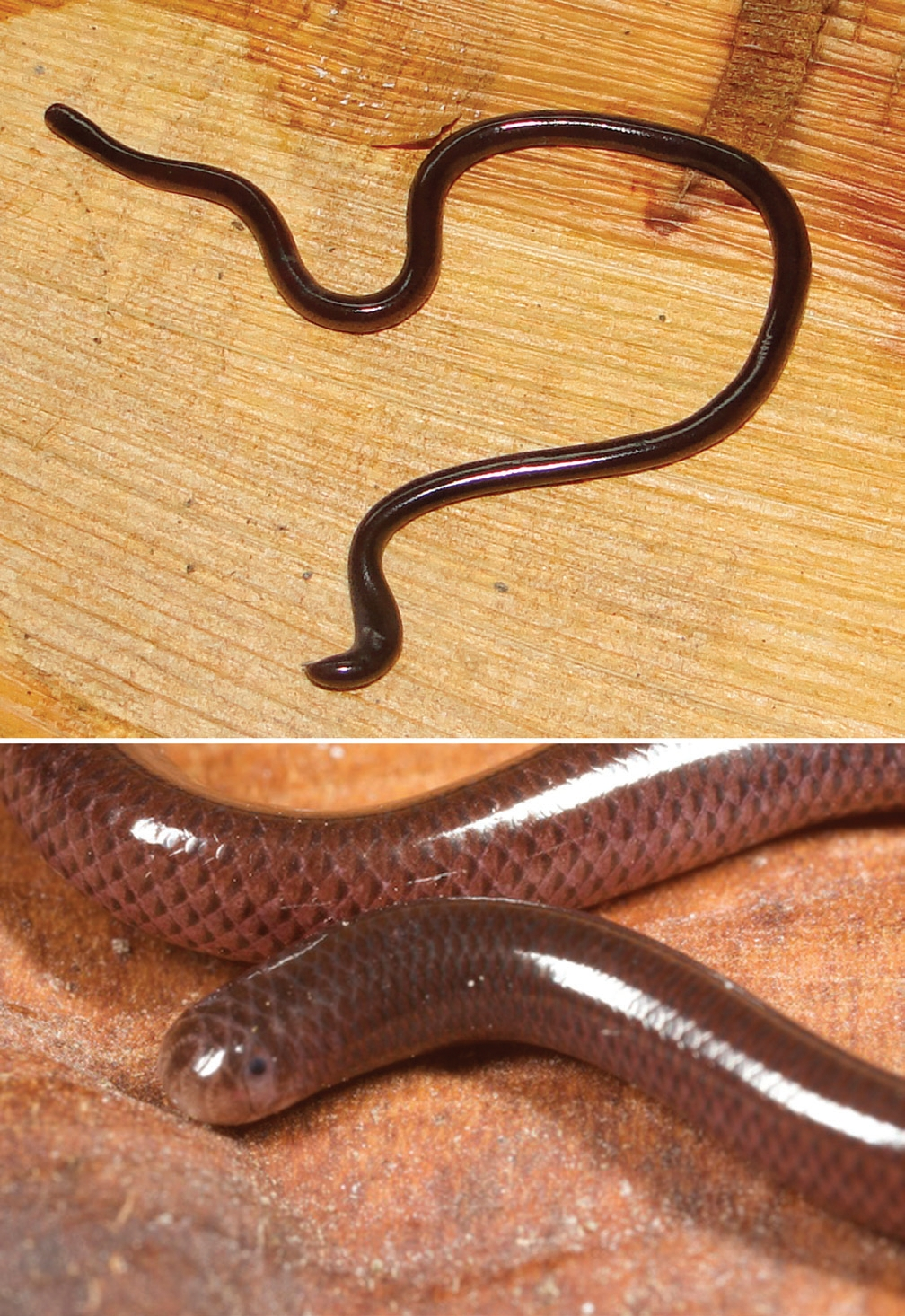
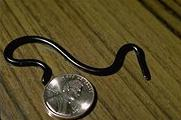
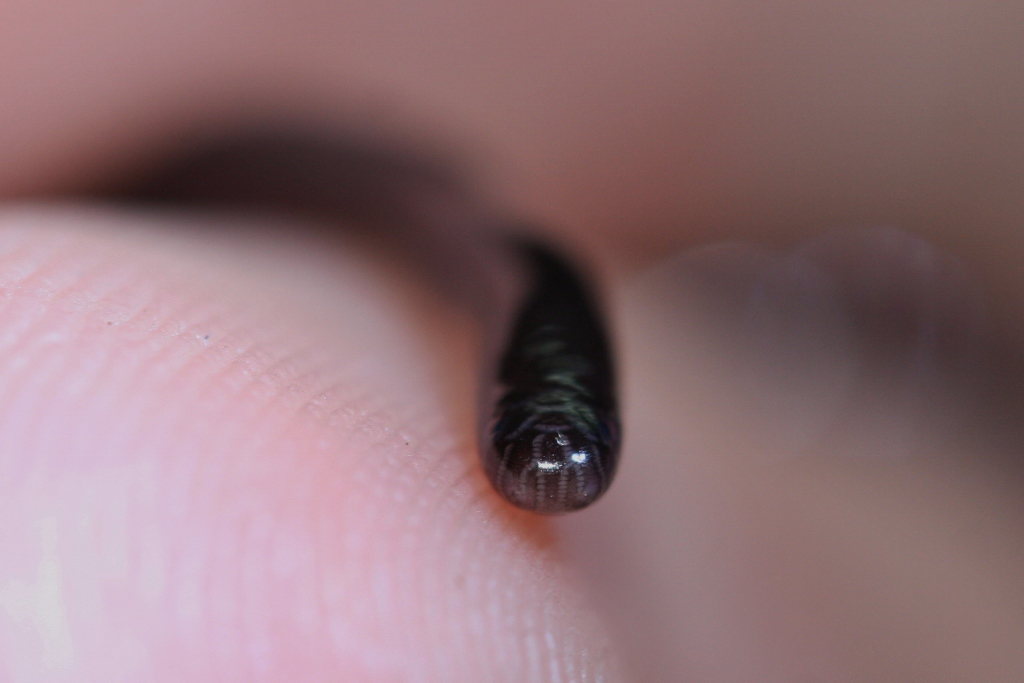
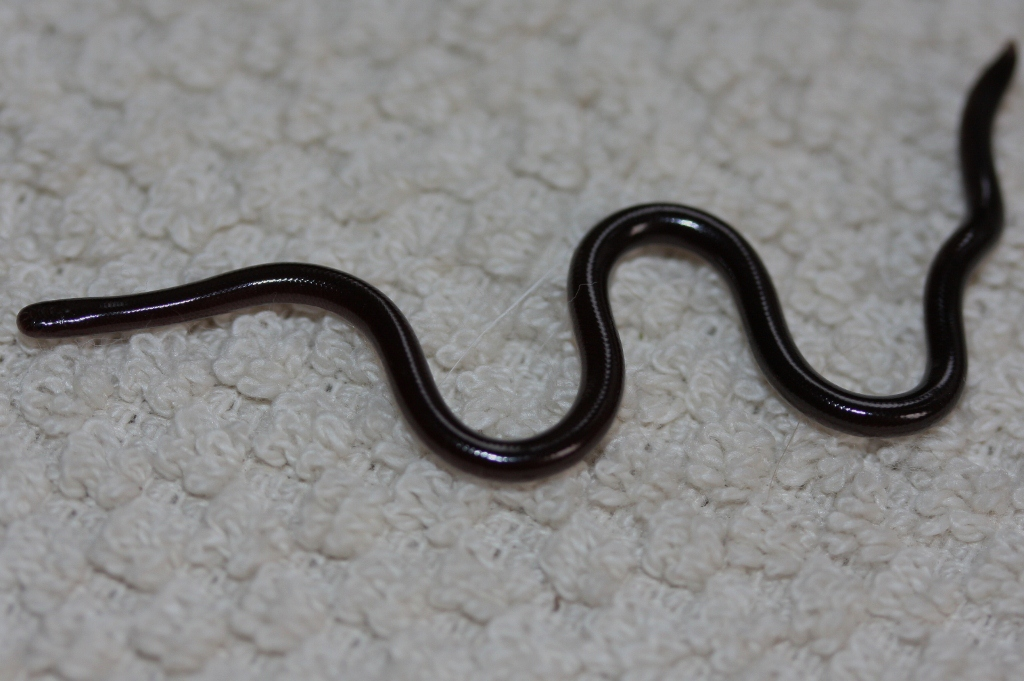